# Абаза Олександр Агейович
Олекса́ндр Агейович Абаза́ (*24 липня (5 серпня) 1821, Винокуренний Завод Вишневолоцького повіту Тверської губернії — †24 січня (5 лютого) 1895, Ніцца, Франція) — державний, культурний, громадський і політичний діяч ліберально-демократичного спрямування Російської імперії. Дядько Олексія Михайловича Абази і двоюрідний брат Олександра Михайловича Абази.

## Біографічні дані
Походив із старовинного російського дворянського роду молдовського походження.
В 1839 році закінчив Петербурзький університет.
В 1840—1865 роках обіймав кілька другорядних військових, державних і громадських посад.
Від 1870-х почалося стрімке сходження Абази. по щаблях службової драбини: 1871— 1874 — державний контролер Російської імперії, 1875—1880 — голова департаменту економії Державної ради, член Кабінету міністрів і голова Комітету з благоустрою сільського населення, дійсний таємний радник, почесний член Петербурзької академії наук, член Конституційної комісії графа Михайла Лоріс-Мелікова, ймовірно, один із співавторів так званої лоріс-меліковської конституції.
Виступав за надання національним окраїнам Російської імперії, також і Україні, ширшої автономії за австро-угорським зразком.
Від 27 жовтня 1880 до 6 травня 1881 — міністр фінансів Російської імперії, ініціатор скасування соляного акцизу.
Однак із початком царювання імператора Олександра III та настанням «ери контрреформ» Абаза втратив вплив у державному апараті країни. До кінця життя залишився лише почесним членом Державної ради. Помер у Франції. Поховано у м. Санкт-Петербург.

## Абаза та Україна
Абаза — один з активних підприємців у галузі української цукрової промисловості. Його завод у містечку Шпола, за даними 1880—1890-х років, був найпотужнішим підприємством цього профілю в краї й одним із трьох (із 239) найвизначніших підприємств такого типу в Російській імперії.
Крім того, Абаза зробив значний внесок у розвиток місцевого цегляного, машинобудівного та борошномельного виробництва. 